# Santa Barbara (Curaçao)
Santa Barbara is een toeristenresort en voormalige plantage in Spaanse Water, Curaçao. Het bevindt zich ongeveer 12 km zuidoostelijk van Willemstad. In het gebied rond de Tafelberg bevond zich een fosfaatmijn. Tegenwoordig is Santa Barbara een toeristenresort met een privéstrand.

## Geschiedenis
De plantage Santa Barbara is in 1662 gesticht door Matthias Beck, de vice-directeur van de West-Indische Compagnie, en was met 1.202 hectare een van de grootste plantages van het eiland. Er werd onder meer rietsuiker, tabak en indigo geteeld. Later werd het een gemengd bedrijf. Het landhuis is een van de grootste landhuizen van Curaçao, en is gelegen op een heuvel met uitzicht over Spaanse Water.
In 1875 werd fosfaat ontdekt op de Tafelberg. Guano (vogelpoep) was in de kalksteen van de heuvel doorgedrongen, waardoor het gesteente rijk was aan fosfaat, maar arm in fluor. De Engelsman John Godden stichtte de Mijnmaatschappij Curaçao om het gebied te exploiteren. De Mijnmaatschappij werd eigenaar van de plantage en het landhuis, dat rond 1800 gebouwd was. Ter gelegenheid van de kroning van de Britse koningin Elizabeth besloot de Mijnmaatschappij in 1953 het vervallen landhuis opnieuw op te bouwen. De eerste bewoner na de wederopbouw was de directeur van de Mijnmaatschappij.
Aan het eind van de 20e eeuw werd Santa Barbara ontwikkeld als toeristenresort met luxe hotels, een jachthaven, golfbaan en luxe winkels. Het landhuis is privé-eigendom en niet te bezichtigen. Santa Barbara Beach is een privéstrand waar niet-hotelgasten tegen betaling gebruik van kunnen maken.

## Galerij

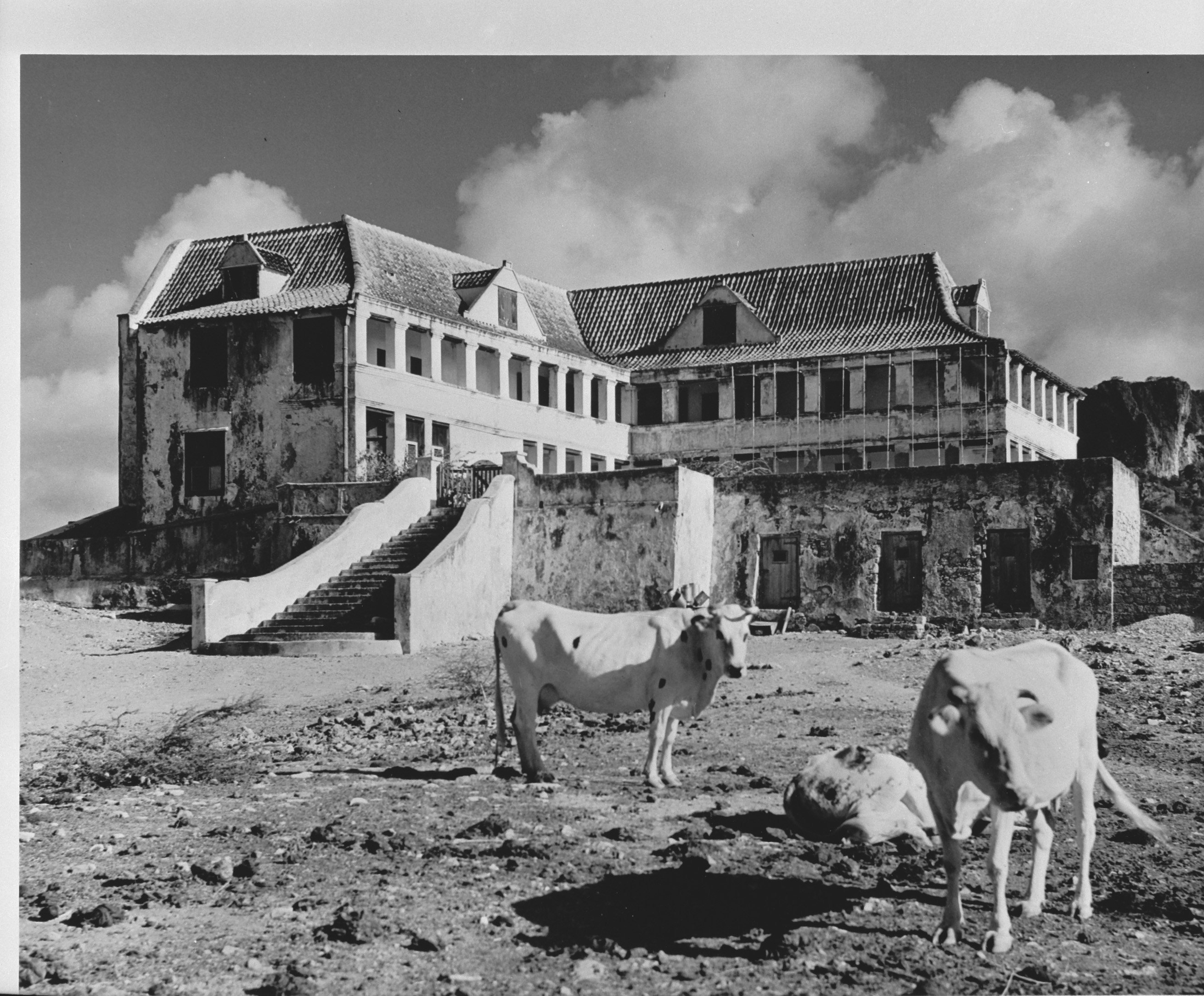
Landhuis Santa Barbara (1940-1945)
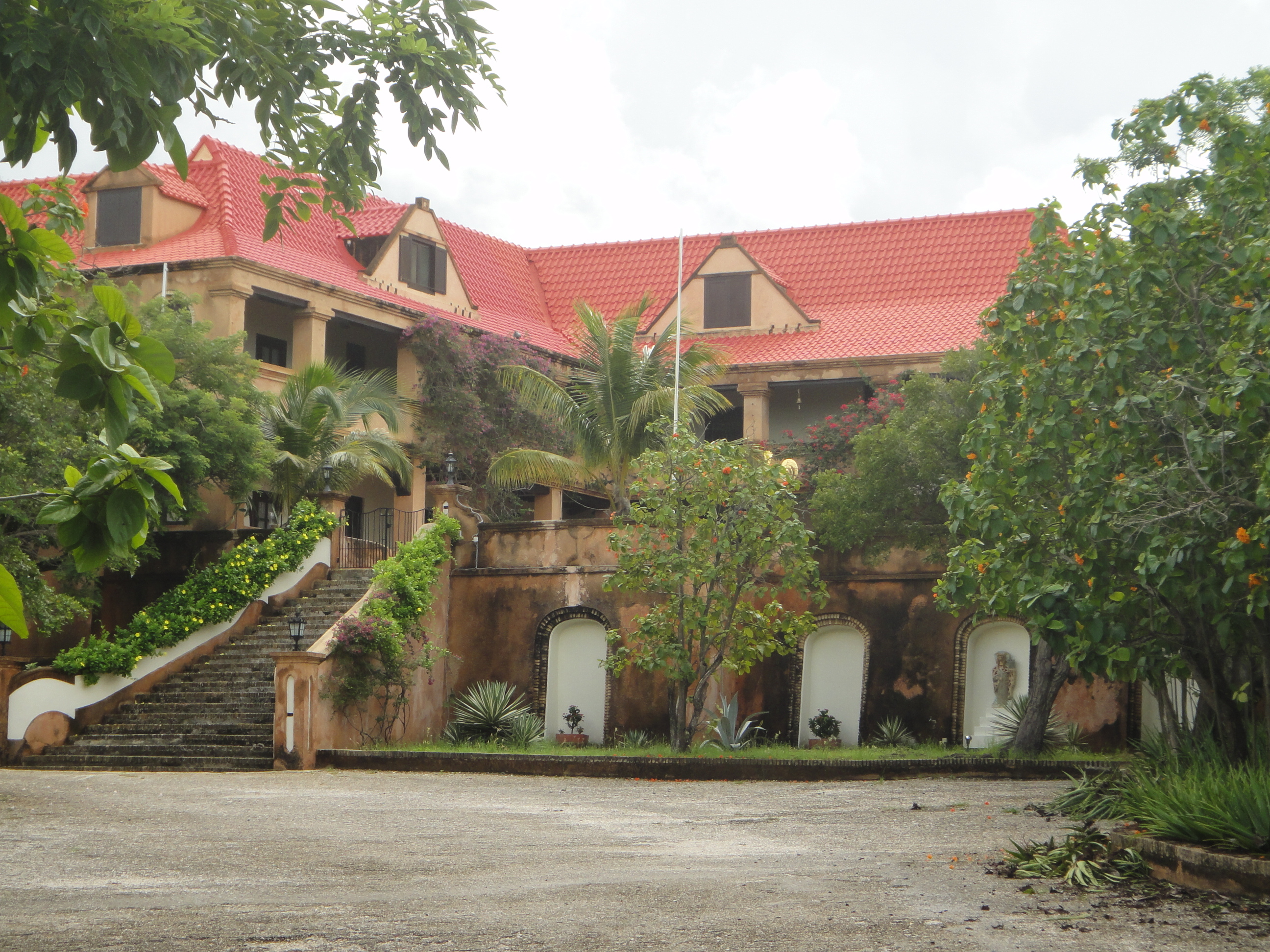
Landhuis Santa Barbara (2011)
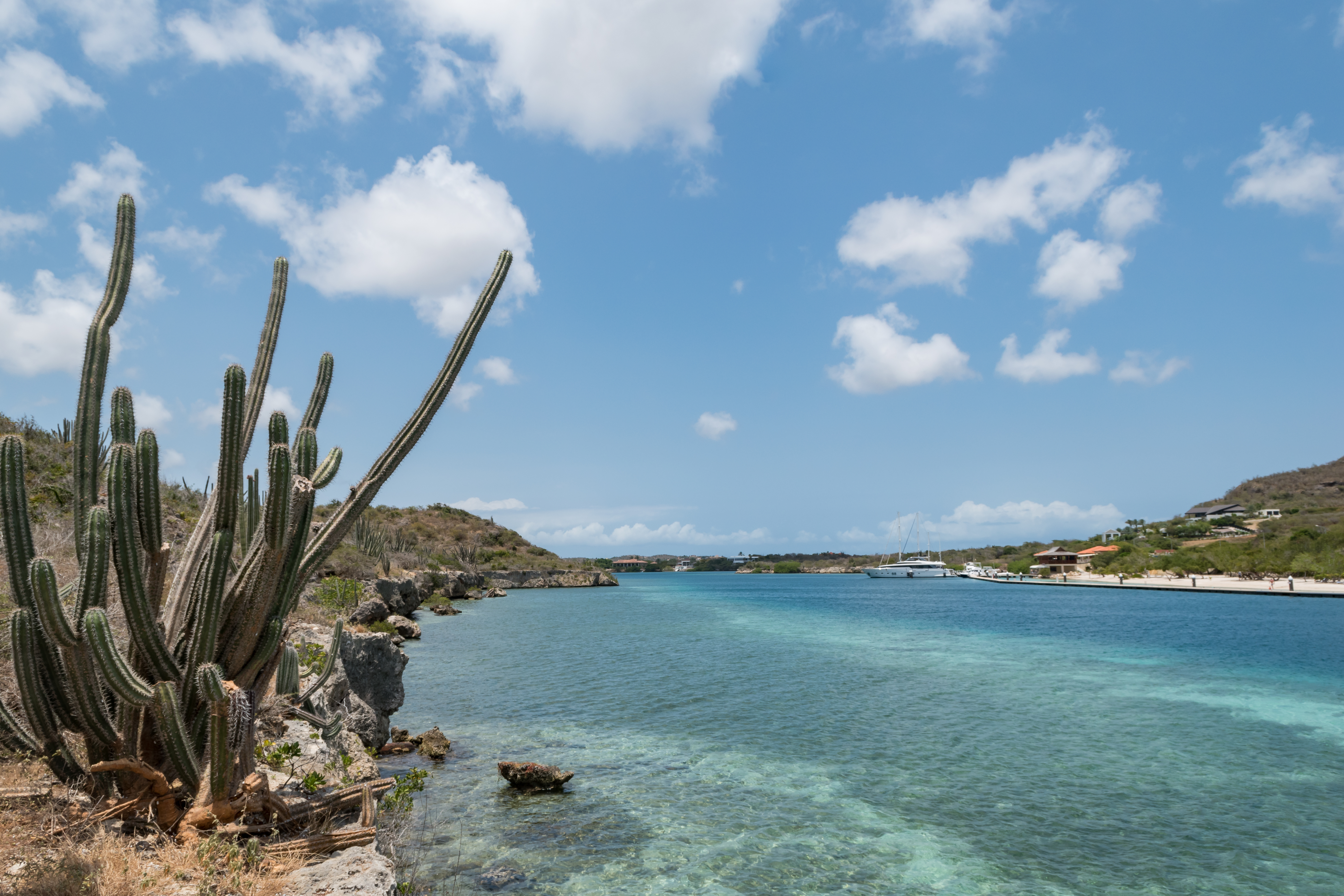
Spaanse Water gezien vanaf Santa Barbara (2017)